# قاره سبيان (حجر)
'

تعديل مصدري - تعديل

قاره سبيان هي إحدى قرى عزلة الجول بمديرية حجر التابعة لمحافظة حضرموت، بلغ تعداد سكانها 164 نسمة حسب تعداد اليمن لعام 2004.